# Makemba
Makemba era un fetiche venerado por los habitantes de Madagascar. Éste cuidaba especialmente del rey y de sus dignatarios. Tenía forma de trenza de tres cabos atada con una cinta en la que colgaban conchas, huesos, plumas y otras objetos semejantes. Su culto consistía en aspersiones hechas sobre el fetiche y sobre el rey por los brujos, y en la impregnación de un líquido rojo, que también servía para los amuletos y que recuerda el uso del ocre rojo, símbolo de la vida, por los hombres prehistóricos.
- Datos: Q5990294